# Nakwietnik trębacz
Nakwietnik trębacz (Oecanthus pellucens) – palearktyczny gatunek ciepłolubnego owada prostoskrzydłego z rodziny świerszczowatych (Gryllidae), charakterystyczny zwłaszcza dla obszaru śródziemnomorskiego. Ciało o długości do 14 mm, barwy żółtawej.
Nakwietniki żywią się głównie pokarmem roślinnym (pyłek i płatki kwiatów), ale zjadają także mszyce i inne drobne owady. Podobnie jak inne świerszcze, samce nakwietników wabią samice ćwierkaniem wydawanym przy pomocy aparatu strydulacyjnego. Po kilkakrotnej kopulacji samice składają zapłodnione jaja do pędów roślin (między innymi winorośli, mięty i cykorii). Nakłute pokładełkiem pędy usychają. Postacie dorosłe następnego pokolenia pojawiają się rok później.
Na południu Europy nakwietniki występują najczęściej w winnicach, w Europie środkowej na drzewach i bylinach rosnących dziko, a w środkowej Azji często wyrządza szkody na plantacjach bawełny.
Gatunek został umieszczony na liście fauny Polski, jednak jego naturalne występowanie w kraju uznawano za wątpliwe. Pochodzące z XIX wieku informacje o występowaniu tego świerszcza w Polsce oraz doniesienie z Ojcowa (Bazyluk, 1970) podejrzewano, że prawdopodobnie dotyczą osobników zawleczonych. W roku 2016 znaleziono jednak kilka stanowisk na Ponidziu, a od kilku lat występuje dość regularnie m.in. na Wyżynie Małopolskiej, w województwie świętokrzyskim oraz na Podkarpaciu i zdaje się zwiększać swój zasięg.